# 陳維壽
陳維壽（1931年1月31日—2025年6月30日），台灣昆蟲學家，台北市人，臺北市立成功高級中學退休生物教師，以蝴蝶研究和標本收集聞名。

## 經歷
陳維壽生於台北市，畢業於國立中興大學昆蟲學系後曾在臺北市農業職業學校、臺北市立成功高級中學擔任生物教師。並曾經擔任臺灣省立博物館研究員。現已退休。

## 研究
陳維壽以蝴蝶的研究聞名於台灣，任職於成功高中期間在校內成立昆蟲博物館，後該館改建為蝴蝶宮－昆蟲科學博物館，至今仍為該館榮譽館長。
陳維壽曾經發現新種蝴蝶馬拉巴翠蛺蝶，並且他所採集到的該種蝶標本成為模式標本。也曾經接受委託進行珠光鳳蝶的復育。

## 著作
- 《追蝴蝶的人——陳維壽的七十年蝴蝶夢》，陳維壽，先覺出版社，2006年4月28日，ISBN 9861340564

## 外部連結
- 陳維壽Facebook